# Narrowcasting
Narrowcasting (nadawanie ukierunkowane, ang. narrow – wąski; broadcasting – nadawanie) – dystrybuowanie treści do ściśle określonych grup odbiorców.
Stanowi alternatywę dla broadcastingu, którego przekaz trafia w niezmiennej formie do odbiorcy masowego.
Narrowcasting jest rozwiązaniem dla audiowizualnego przekazu kierunkowego, umożliwiającego emisję treści zgodnie z preferencjami, atrybutami odbiorców, miejscem oraz określonym czasem.
Narrowcasting jest terminem używanym przede wszystkim w Europie, jego odpowiednikami mogą być; digital signage, którego terminologia stosowana jest w USA, point of sale television (POSTV), digital merchandising, out-of-home television, captive audience, digital displays.